# Heliobolus nitidus
Espèce
Synonymes
- Eremias nitida Günther, 1872
- Eremias nitida garambensis Schmidt, 1919
- Eremias quadrinasalis Chabanaud, 1918

Heliobolus nitidus est une espèce de sauriens de la famille des Lacertidae.

## Répartition
Cette espèce se rencontre en Guinée, en Côte d'Ivoire, au Burkina Faso, au Togo, au Bénin, au Nigeria, au Niger, au Cameroun, au Tchad, en République centrafricaine et dans le nord du Congo-Kinshasa.

## Liste de sous-espèces
Selon The Reptile Database (28 avril 2014) :
- Heliobolus nitidus garambensis (Schmidt, 1919)
- Heliobolus nitidus nitidus (Günther, 1872)
- Heliobolus nitidus quadrinasalis (Chabanaud, 1918)

## Publications originales
- Chabanaud, 1918 : Étude complémentaire de deux Agama de l'Afrique occidentale et description de quatre espèces nouvelles de reptiles de la même région. Bulletin du Muséum d'Histoire Naturelle, Paris, vol. 24, p. 104-112 (texte intégral).
- Günther, 1872 : Description of three new species of Eremias. Annals and Magazine of Natural History, sér. 4, vol. 9, p. 381-382 (texte intégral).
- Schmidt, 1919 : Contributions to the Herpetology of the Belgian Congo based on the Collection of the American Congo Expedition, 1909-1915. Part I: turtles, crocodiles, lizards, and chamaeleons. Bulletin of the American Museum of Natural History, vol. 39, no 2, p. 385-624 (texte intégral).